# 宾夕法尼亚号潜艇
宾夕法尼亚号潜艇 (SSBN-735)，属于俄亥俄级核潜艇序列，是美国海军中第四艘以宾夕法尼亚州之名命名的军舰。
1982年11月29日，位于康涅狄格州格罗顿的通用动力下属公司电船公司获得建造该潜艇的合同；1984年1月10日，建造方开始铺设龙骨。1988年4月23日，玛丽莲·加勒特夫人主持了该潜艇的下水仪式；该潜艇与1989年9月9日正式服役，理查德·M·坎普和A·李·爱德华兹分别被任命为“蓝色”和“金色”代号轮值船员组的指挥官。
1989年9月29日，宾夕法尼亚号潜艇在首次拜访佛罗里达州的卡纳维拉尔港时于运河中搁浅。拖船花费了约两个小时才解救了该潜艇。海军的调查认为宾夕法尼亚号潜艇当时位于正确的航道内，搁浅的原因在于近期过境的雨果飓风造成了运河渠道的淤积。
2001年，该潜艇作为大西洋舰队的成员，获得了马乔里·斯特雷特战列舰基金奖。

## 流行文化
- 在汤姆·克兰西的小说《美日开战》中，由宾夕法尼亚号潜艇和其它数艘潜艇组成的潜艇编队被派往迎击日本对北马里亚纳群岛的侵略。该潜艇发射的鱼雷击中了日方海上自卫队的一艘SSK型潜艇。
- 宾夕法尼亚号潜艇也是著名剧作家和作家肯尼斯·R·格林菲尔德所著数篇短篇故事的关键角色。
- 宾夕法尼亚号潜艇在《行尸之惧》第六季中出现，作为后半季的场景之一。剧中描述潜艇因一场海上风暴而在德州加尔维斯敦海滩上搁浅，并因为全球行屍病毒灾难而弃置。直到数年后被宣扬末日主义的邪教发现，其领袖准备利用内部装载的三叉戟II型弹道导弹来对美国本土实施核打击，意图终结旧世后让世界“重新来过”。而在第七季中，主人公摩根·琼斯继续陪家人和同伴居于潜艇之中，作为躲避外围核辐射的避难所。